# Vertiujeni
Vertiujeni è un comune della Moldavia situato nel distretto di Florești di 1.825 abitanti al censimento del 2004